# Мадона дела Седија
Мадона дела Седија или Мадона дела Сеђола (итал. Madonna della Sedia; Madonna della Seggiola) је слика Богородице, малог Христа и адолесцентног Св. Јована Крститиеља, италијанског умјетника ренесансе Рафаела, која се данас налази у збирци Палате Пити у Фиренци. Настала је у Риму на врхунцу Рафаелове каријере, око 1513–14. године и нуди једну увјерљиву мајчинску интиму. Ниска линија хоризонта чини да се има осјећај да смо посматрани одозго будући да је поглед Богородице директно усмјерен у посматача и сугерише да на одређен начин посматрач дијели простор са слике. Формат слике је кружног облика, тзв., тондо и подсјећа на Фиренцу, односно доба кватрочента. Топли колорит слике указује на утицај венецијанског сликарства, посебно Тицијана.
Слика је првобитно била у збирци Медичија, гдје је доспјела око 1589. године. У 18. вијеку је постала дио збирке Палате Пити. Наполеонове трупе су је 1799. године однијеле у Париз, али је 1815. године враћена у Фиренцу.